# 10668 Plansos
10668 Plansos eller 1976 UB1 är en asteroid i huvudbältet som upptäcktes den 24 oktober 1976 av den danske astronomen Richard West vid Europeiska sydobservatoriet. Den är uppkallad efter upptäckarens barnbarn, där namnet bildats som ett anagram av barnens initialer, Pandora Mae Honiara (f. 2000), Noël Richard (f. 2000), Alexander Richard (f. 2001), Orlando Harry Tengis (f. 2002), Samuel Philip (f. 2004), Salomé Olivia Lindsay (f. 2005), Lidia Philipa (f. 2007)..
Asteroiden är ungefär 10,9 km i diameter. senaste periheliepassage skedde den 18 januari 2020.[Uppdatering behövs]